# Chi Đàn thảo
Chi Đàn thảo (danh pháp khoa học: Elatine) là một chi thực vật có hoa trong họ Elatinaceae.

## Loài
Chi Elatine gồm các loài:
- Elatine ambigua - Đàn thảo châu Á
- Elatine americana - Đàn thảo châu Mỹ
- Elatine brachysperma
- Elatine californica - Đàn thảo California
- Elatine chilensis - Đàn thảo Chile
- Elatine heterandra
- Elatine hexandra
- Elatine hydropiper
- Elatine minima
- Elatine rubella - Đàn thảo Tây nam
- Elatine triandra

## Hình ảnh

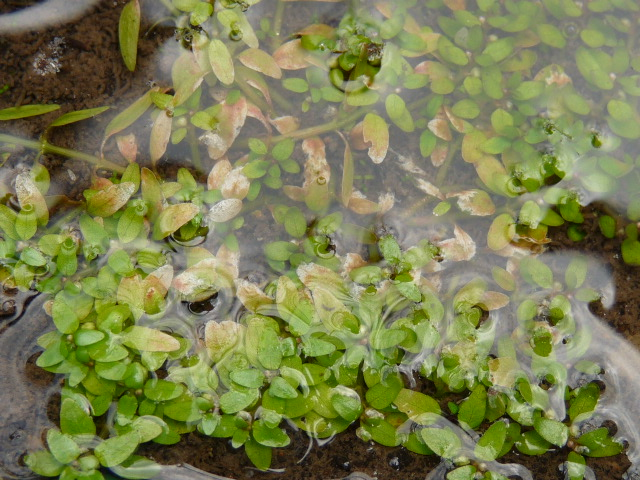
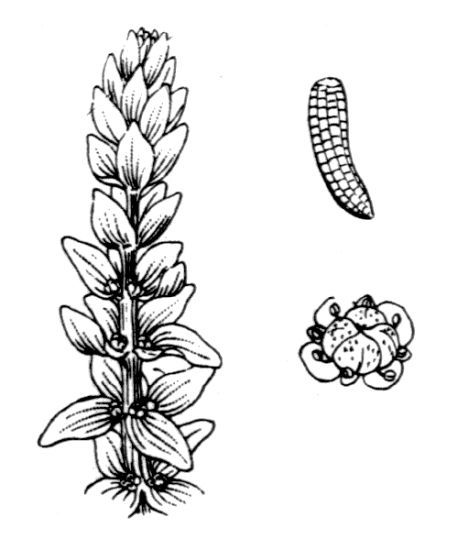
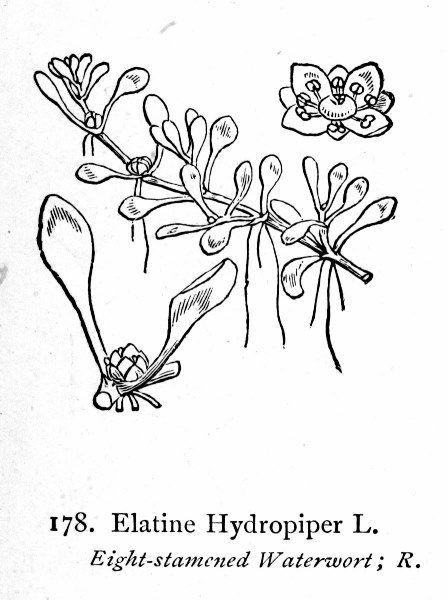
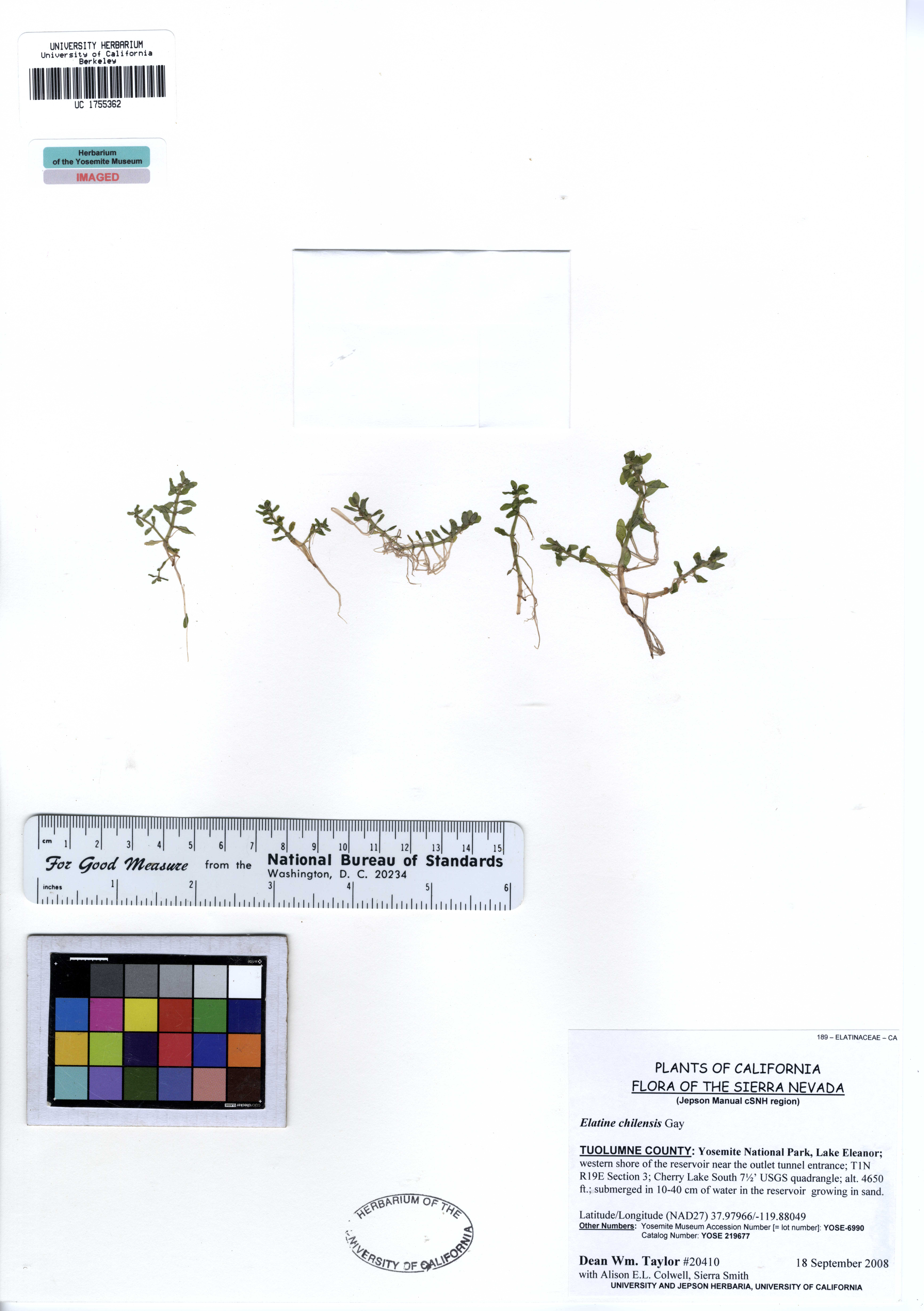